# 渥美病院
愛知県厚生農業協同組合連合会 渥美病院（あいちけんこうせいのうぎょうきょうどうくみあいれんごうかい あつみびょういん）は、愛知県田原市神戸町にある、愛知県厚生農業組合連合会（JA愛知厚生連）が運営する病院。全国厚生農業協同組合連合会の病院の一つである。

## 病院の由来・理念
渥美病院の由来
病院名の渥美は、渥美半島に由来する。
渥美病院の理念
「私たちは地域の人々に人間愛に基づいた確かな医療を提供します。」

## 沿革
- 1935年（昭和10年）4月27日 - 広域医療利用組合立渥美病院として開設。
- 1948年（昭和23年）8月 - 愛知県厚生農業協同組合連合会渥美病院に改称。
- 1967年（昭和42年）2月 - 渥美郡田原町大字田原字築出27に新築移転。
- 2000年（平成12年）10月 - 現在地に新築移転。

## 診察科
- 内科
- 消化器科
- 循環器科
- 呼吸器科
- 精神科
- 外科
- 整形外科
- 脳神経外科
- 小児科
- 眼科
- 皮膚科
- 泌尿器科
- 産婦人科
- リハビリテーション科
- 耳鼻咽喉科

など

## 交通アクセス
- 豊橋鉄道渥美線 三河田原駅より徒歩で約15分。
- 豊鉄バス・田原市ぐるりんバス「渥美病院」バス停下車。
- 「道の駅田原めっくんはうす」に隣接。